# Atol das Rocas
Atol das Rocas (pt. za "Rocasov atol") je atol u Atlantskom oceanu, 260 km sjeveroistočno od Natala na sjeveroistoku Brazila (brazilska savezna država Rio Grande do Norte) i 145 km zapadno od otočja Fernando de Noronha. Rocasov atol je vulkanskog podrijetla i koraljni greben, te je iznimno važan kao hranilište i mrijestilište tuna, morskih pasa i drugih morskih životinja. Za oseke on se pretvara u prekrasan krajolik laguna i plimskih bazena prepunih ribama.
Rezervat Rocasovog atola, zajedno s rezervatom otočja Fernando de Noronha, ukupne površine 422,7 m², čini više od 50% južnoatlantskih otočnih površina (koje čini sveukupno tek 10 otoka), te je presudan za održavanje bioraznolikosti cijelog južnog Atlantika. Zbog toga su zajedno upisani na UNESCO-ov popis mjesta svjetske baštine u Amerikama 2001. godine.

## Odlike
Rocasov atol je dug 3,7 i širok 2,5 km, a njegova laguna je duboka od 1 do 6 m, te ima površinu od 7,5 km². Površina njegova dva otočića, južni manji Cemitério i veći sjeverozapadni sprud Farol (oblika izduženog S), imaju površinu od samo 360 m². Najviša točka je pješčana sipina visine 3-6 m (ovisno o plimi i oseki), dok je ostala površina otoka prekrivena zeljastim biljkama otpornima na sol, grmovima i pokojom palmom među kojima obitavaju rakovi, pauci, škorpioni, muhe, buhe, žohari i velik broj različitih vrsta ptica.
Koraljni prsten je gotovo zatvorni krug s 200 m širokim kanalom na sjevernoj strani i mnogo užim na južnoj strani. Ta oseke njegovi gotovo vertikalni zidovi, visine 1,5 m, se potpuno ukažu i spoje s pješčanim obalama otočića. Oko njega živi veliki broj morskih kornjača, morskih pasa i dupina, koji ga koriste kao mrijestilište i sklonište mlađi. U plićinama živi i veliki broj bentonskih organizama (koralji, spužve i alge)
Cijeli atol je rezervat divljine i biološki rezervat koji je tek povremeno mjesto znanstvenih istraživanja i njegova entomološka fauna je temeljito istražena i arhivirana.
Zahvaljujući svojoj zabačenosti atol je gotovo nedirnut ljudskim djelovanjem. Jedina građevina na otoku je svjetionik brazilske vojske iz 1960-ih koji se nalazi na kraju zaljeva Farol, u blizini ruševine starog svjetionika iz 1933. god.

## Vajske poveznice
- Sigep - Brazilian Commission of Geological and Palaeobiological Sites (engl.)
- Atol das Rocas na Globo.com (port.)